# ロスロケッ
『ロスロケッ』は、1998年4月2日から同年9月24日まで中京テレビで放送された音楽バラエティ番組。放送時間は毎週木曜 24:50 - 25:20 (JST) 。

## 概要
毎回アメリカ・ロサンゼルスでロケを行っていた深夜番組で、それまで水曜深夜枠で放送されていた『アン・ナオ』の後継番組に当たる。ビクターエンタテインメント提供。ただし、この番組では司会がアン・ルイス1人だけになり、『アン・ナオ』で共演していた野沢直子は降板した。番組は毎回、アンが自身の邸宅で日本から訪れたゲストミュージシャンやゲストタレントとともにトークをする模様や、彼女たちがロス現地でロケを行う模様などを何週かに分けて放送していた。また、ミュージシャンにインタビューをするコーナーや、人気音楽ランキングのコーナーなども設けていた。

## 出演者

### 司会
- アン・ルイス

### ゲスト
- ピエール瀧
- 早見優
- ゴンチチ
- 石井竜也
- HIDE (X JAPAN)